# سیارک ۸۹۶۰
سیارک ۸۹۶۰ (به انگلیسی: 8960 Luscinioides، نامگذاری:2575P-L) هشت هزار و نهصد و شصتمین سیارک کشف شده‌است که در ۲۴ سپتامبر ۱۹۶۰ کشف شد.
قدر مطلق سیارک برابر ۱۳٫۶۰ است.